# Попень (Бакеу)
Попень, Попені (рум. Popeni) — село у повіті Бакеу в Румунії. Входить до складу комуни Кеюць.
Село розташоване на відстані 204 км на північ від Бухареста, 43 км на південь від Бакеу, 119 км на південний захід від Ясс, 119 км на північний захід від Галаца, 117 км на північний схід від Брашова.

## Населення
За даними перепису населення 2002 року у селі проживали 780 осіб, усі — румуни. Усі жителі села рідною мовою назвали румунську.